# Elaine Pagels
Elaine Pagels (Palo Alto, 13 de fevereiro de 1943, Palo Alto, Califórnia) é um professora norte-americana de religião na Universidade de Princeton, Ph.D. pela Universidade de Harvard.

## Obras

### Os Evangelhos Gnósticos
Em Harvard ela fez parte de um grupo que estudou os rolos de Nag Hammadi. Dessa experiência resultou a base para o seu primeiro livro Os Evangelhos Gnósticos (The Gnostic Gospels, 1979). Esse livro é uma introdução aos textos de Nag Hammadi para o público leigo e é, desde o seu lançamento, um best-seller. Nos EUA, ganhou os prêmios National Book Critics Circle Award e National Book Award e foi escolhido pela Modern Library como um dos 100 melhores livros do século XX. No livro ela argumenta que a Igreja cristã foi fundada em uma sociedade que expunha numeráveis pontos-de-vistas contraditórios. O gnosticismo era um movimento não muito coerente e havia algumas áreas de desacordo entre as diferentes facções. O gnosticismo atraiu as mulheres em particular devido à sua perspectiva igualitária que permitia a sua participação em rituais sagrados.

### Adão, Eva e a Serpente
Em 1982, Pagels entrou para a Universidade de Princeton como como professora de história do cristianismo primitivo. Nessa época ela escreveu o seu segundo livro Adão, Eva e a Serpente (Adam, Eve, and the Serpent) que examina o mito da criação e o seu papel no no desenvolvimento da atitude sexual no ocidente cristão. Em ambos os livros Elaine Pagels examinou a maneira como as mulheres têm sido encaradas na história do cristianismo, o que os tornaram importantes para um estudo feminista da religião.

### As Origens de Satanás
Em 1987 faleceu o filho de Elaine, Mark, após quatro anos doente, e no ano seguinte o seu marido, o físico teórico Heinz Pagels, também. Tais fatos levaram-na a refletir sobre como as tradições grega, judaica e cristã lidavam com o infortúnio e a perda. Disso resultou a nova pesquisa que foi exposta em As Origens de Satanás (The Origin of Satan). Esse livro mostra como a figura de Satanás se tornou um meio de demonizar as religiões oponentes, como o paganismo, os judeus e os cristãos gnósticos.

### O Paulo Gnóstico
Em 1992, após estudar as epístolas de Paulo e compará-las com o gnosticismo e a Igreja primitiva, Pagels escreveu o livro The Gnostic Paul - Gnostic exegesis of the Pauline letters (sem tradução para o português). O livro expõe a teoria de que Paulo de Tarso era um gnóstico cuja influência na direção da Igreja cristã primitiva foi grande o suficiente para a criação de adições forjadas, como as das epístolas pastorais (como Timóteo e Tito) para fazer parecer que Paulo defendia suas interpretações ao invés do gnosticismo.

### Além de Toda Crença
Seu último livro, Além de Toda Crença - O Evangelho Desconhecido de Tomé (Beyond Belief: The Secret Gospel of Thomas (2003)), foca na reivindicação das religiões de possuírem a verdade última. Neste livro, ela contrasta o Evangelho de Tomé com o Evangelho de João. Uma leitura detalhada destes evangelhos mostra que, enquanto João enfatiza que Jesus é "a luz do mundo", Tomé ensina aos indivíduos que "há uma luz dentro de cada pessoa, e ela ilumina o universo inteiro. Se ela não brilha, há trevas". Tomé também compartilha com outros supostos ensinamentos secretos a crença de que Jesus não era Deus mas, ao invés disso, é um professor que procura desacobertar a luz divina em todos os seres humanos. Pagels supõe que o Evangelho de João foi escrito como uma reação ao Evangelho de Tomé, como uma refutação a este. Tomé é pintado em João como um discípulo de pouca fé que não pode acreditar sem ver, e uma ênfase muito forte é colocada em aceitar Jesus como o centro da crença. Durante o tempo de perseguições aos cristãos os Pais da Igreja construíram o cânone, o credo e a hierarquia suprimindo alguns de seus recursos espirituais no processo, de maneira a evitar conflitos com as leis e a religião romanas.